# Aminata Savadogo
Aminata Savadogo (ur. 9 stycznia 1993 w Rydze) – łotewska piosenkarka i autorka tekstów. Reprezentantka Łotwy w 60. Konkursie Piosenki Eurowizji (2015).

## Życiorys

### Wczesne lata
Urodziła się w Rydze jako córka Łotyszki z rosyjskimi korzeniami oraz ojca pochodzącego z Burkina Faso. Studiuje ekonomię na Uniwersytecie Łotewskim.

### Kariera

#### 2008–2013: Początki

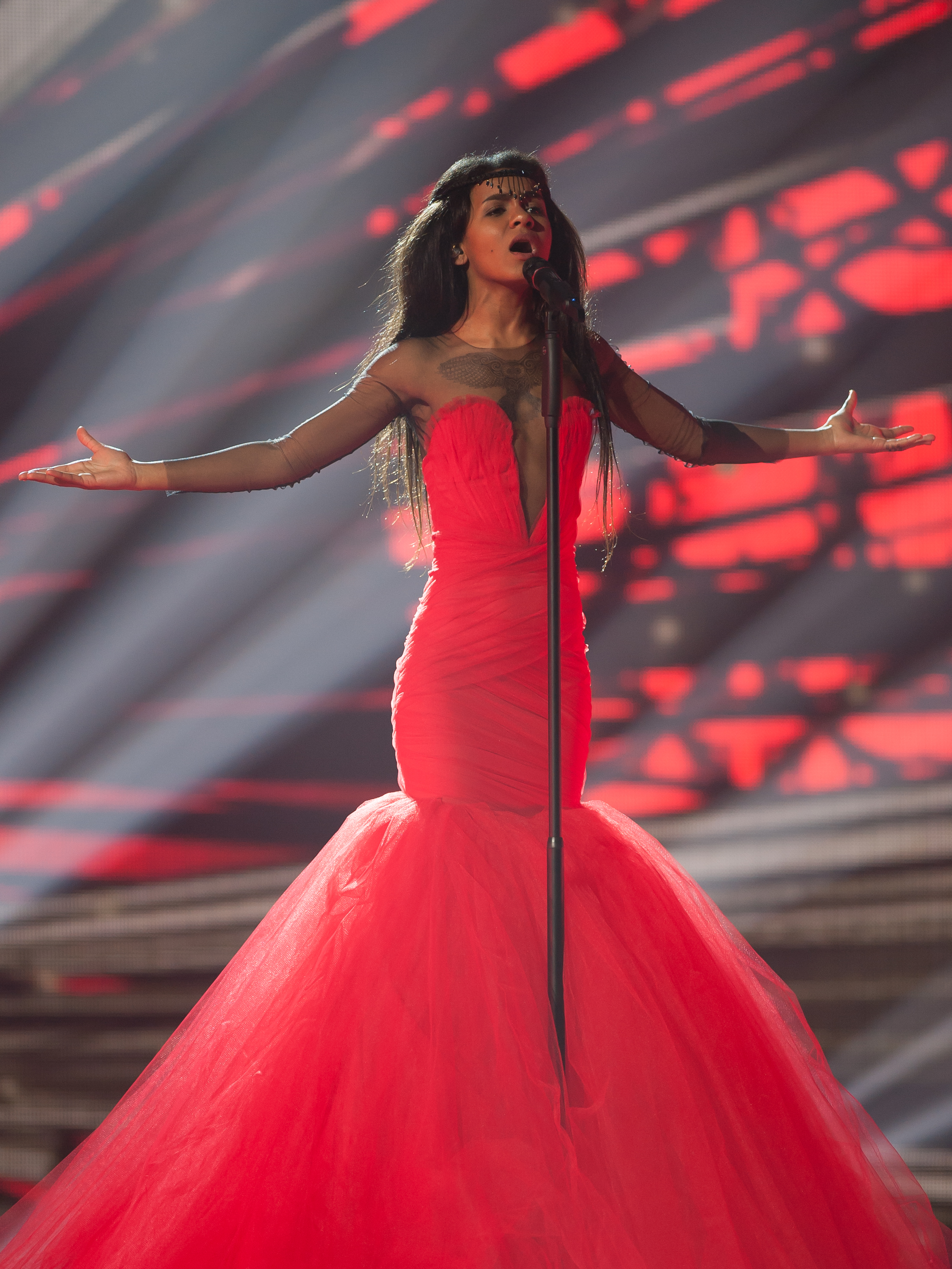
Aminata podczas prób do występu w 60. Konkursie Piosenki Eurowizji, maj 2015

Jako piętnastolatka wzięła udział w łotewskim programie telewizyjnym Krodziņā pie Paula, dwa lata później wystąpiła w programie Muzikālā banka. Niedługo później została jedną z chórzystek zespołu Golden w trzeciej edycji programu Koru kari, krajowej wersji formatu Bitwa na głosy.

#### 2014:Jaunā talantu fabrika
W 2014 roku Savadogo wzięła udział w koncercie Dziesma 2014, łotewskich eliminacjach do 59. Konkursu Piosenki Eurowizji, z utworem „I Can Breathe”. Piosenkarka zakwalifikowała się do finału selekcji, w których zajęła ostatecznie piąte miejsce. Niedługo później wystąpiła w programie Jaunā talantu fabrika, który ostatecznie wygrała.

#### Od 2015: Konkurs Piosenki Eurowizji iInner Voice
W 2015 roku ponownie zgłosiła się do udziału w łotewskich eliminacjach eurowizyjnych – Supernova 2015 i zakwalifikowała się do przesłuchań z piosenką „Love Injected”. Dzięki głosom telewidzów awansowała do półfinału selekcji, a pod koniec lutego została jedną z finalistek eliminacji, które ostatecznie wygrała, dzięki czemu została reprezentantką Łotwy podczas 60. Konkursu Piosenki Eurowizji.
W kwietniu wydała swój debiutancki album studyjny, zatytułowany Inner Voice. 21 maja wystąpiła jako dziesiąta w kolejności w drugim półfinale Konkursu Piosenki Eurowizji i awansowała do finału, w którym wystąpiła z dziewiętnastym numerem startowym i zajęła 6. miejsce ze 186 punktami, w tym z maksymalnymi notami 12 punktów od Irlandii, Litwy i San Marino. Rok później napisała i skomponowała singel Justsa „Heartbeat”, będący łotewską propozycją podczas 61. Konkursu Piosenki Eurowizji.

## Dyskografia

### Albumy studyjne
- Inner Voice (2015)
- Red Moon (2016)

### Single
- 2014 – „I Can Breathe”
- 2014 – „Leave My Love Bleeding”
- 2015 – „Love Injected”
- 2015 – „Bridges”
- 2016 – „Fighter”
- 2016 – „Red Moon”
- 2022 - „I'm Letting You Go”